# San Pietro in Casale
San Pietro in Casale (emilián nyelven San Pîr in Caṡèl) település Olaszországban, Emilia-Romagna régióban, Bologna megyében. Lakosainak száma 12 834 fő (2023. január 1.). San Pietro in Casale Castello d’Argile, Malalbergo, Pieve di Cento, Bentivoglio, San Giorgio di Piano és Galliera községekkel határos.

## Népesség
A település lakossága az elmúlt években az alábbi módon változott:
| Lakosok száma | 12 292 | 12 418 | 12 834 |
|               | 2017   | 2018   | 2023   |